# Studienetværk
 Der er for få eller ingen kildehenvisninger i denne artikel, hvilket er et problem. Du kan hjælpe ved at angive troværdige kilder til de påstande, som fremføres i artiklen.

Studienetværk kan defineres som et netværk mellem studerende og skabt af studerende. Netværket kan været baseret på fælles interesser, klasse eller andre ting, der kan danne grundlag for ven- og bekendtskaber.
For at øge disse netværk er opretter studerende studiegrupper, ølklubber, sportsklubber eller forsøger at bruge værktøjer til at opretholde kontakten, netværkets medlemmer imellem.
Online har flere forsøgt at skabe platforme for denne type netværk. Mest markant må være amerikanske Facebook, der pt. er det mest trafikerede site i verden[kilde mangler] og besidder 85% af samtlige amerikanske college og universitetsstuderende som brugere.
I Danmark findes følgende tilsvarende netværk for studerende Unibar.dk, kampus.nu og Studieliv.com.

## Eksterne links
- kampus.nu Arkiveret 25. september 2017 hos  Wayback Machine

- Studieliv.com

- Unibar.dk